# میگل بسه
لوئیس میگل گونسالِس (اسپانیایی: Luis Miguel González‎؛ زادهٔ ۳ آوریل ۱۹۵۶) که با نام میگل بُسه (اسپانیایی: Miguel Bosé‎) شناخته می‌شود، بازیگر اهل اسپانیا است. او در پاناما زاده شده و در سال ۲۰۱۰ میلادی، شهروند افتخاری کشور کلمبیا هم شد. وی پسر لوچا بوزه است.

## گزیدهٔ فیلم‌شناسی
- چشم غیرمسلح (۱۹۹۸)
- آزادی‌خواه (۱۹۹۶)
- بله (۱۹۹۶)
- کفش پاشنه‌بلند (۱۹۹۱)
- خسیس (۱۹۹۰)
- راز صحرا (۱۹۸۸)
- دام (۱۹۸۵)
- کالیفرنیا (۱۹۷۷)
- اوئدیپوس اُرکا ((۱۹۷۶)